# Dianziwa Shuiku
Dianziwa Shuiku är en reservoar i Kina. Den ligger i den autonoma regionen Ningxia, i den nordvästra delen av landet, omkring 290 kilometer söder om regionhuvudstaden Yinchuan. Dianziwa Shuiku ligger 2 184 meter över havet. Trakten runt Dianziwa Shuiku består i huvudsak av gräsmarker.
Genomsnittlig årsnederbörd är 684 millimeter. Den regnigaste månaden är september, med i genomsnitt 148 mm nederbörd, och den torraste är december, med 1 mm nederbörd.